# Eustachy III z Boulogne
Eustachy III (zm. ok. 1125) – hrabia Boulogne od 1093. Najstarszy syn Eustachego II i Idy Lotaryńskiej. Brat Gotfryda z Bouillon i Baldwina I. 
Uczestnik pierwszej wyprawy krzyżowej. Po zdobyciu Jerozolimy, w przeciwieństwie do braci, zdecydował się powrócić do Europy.
Gdy w 1118 roku zmarł bezpotomnie Baldwin I, król jerozolimski i brat Eustachego III, tego ostatniego namawiano – by jako najbliższy krewny zmarłego – objął po nim dziedzictwo. Eustachy III początkowo nie chciał opuścić swoich rodzinnych posiadłości. Ostatecznie przekonany argumentem, że jest to jego obowiązkiem, udał się w kierunku Ziemi Świętej. W czasie pobytu w Apulii dowiedział się, że tron jerozolimski przypadł Baldwinowi II, dotychczasowemu hrabiemu Edessy. W takiej sytuacji przerwał podróż i powrócił do Boulogne.
Poślubił Marię, córkę Malcolma III, króla Szkocji i jego drugiej żony Małgorzaty. Owdowiał w 1116 roku. Z tego małżeństwa narodziła się jedynie córka Matylda, późniejsza żona Stefana z Blois.
Eustachy pojawia się w czwartym tomie powieści Zofii Kossak zatytułowanej Krzyżowcy. Powieściowy Eustachy jest najmłodszym bratem Gotfryda i Baldwina; dociera pod Jerozolimą latem 1099 roku w towarzystwie pirata Guynamera z Boulogne. Wraz z pozostałą armią krzyżową bierze udział w zdobyciu Jerozolimy.